# Opus quadratum

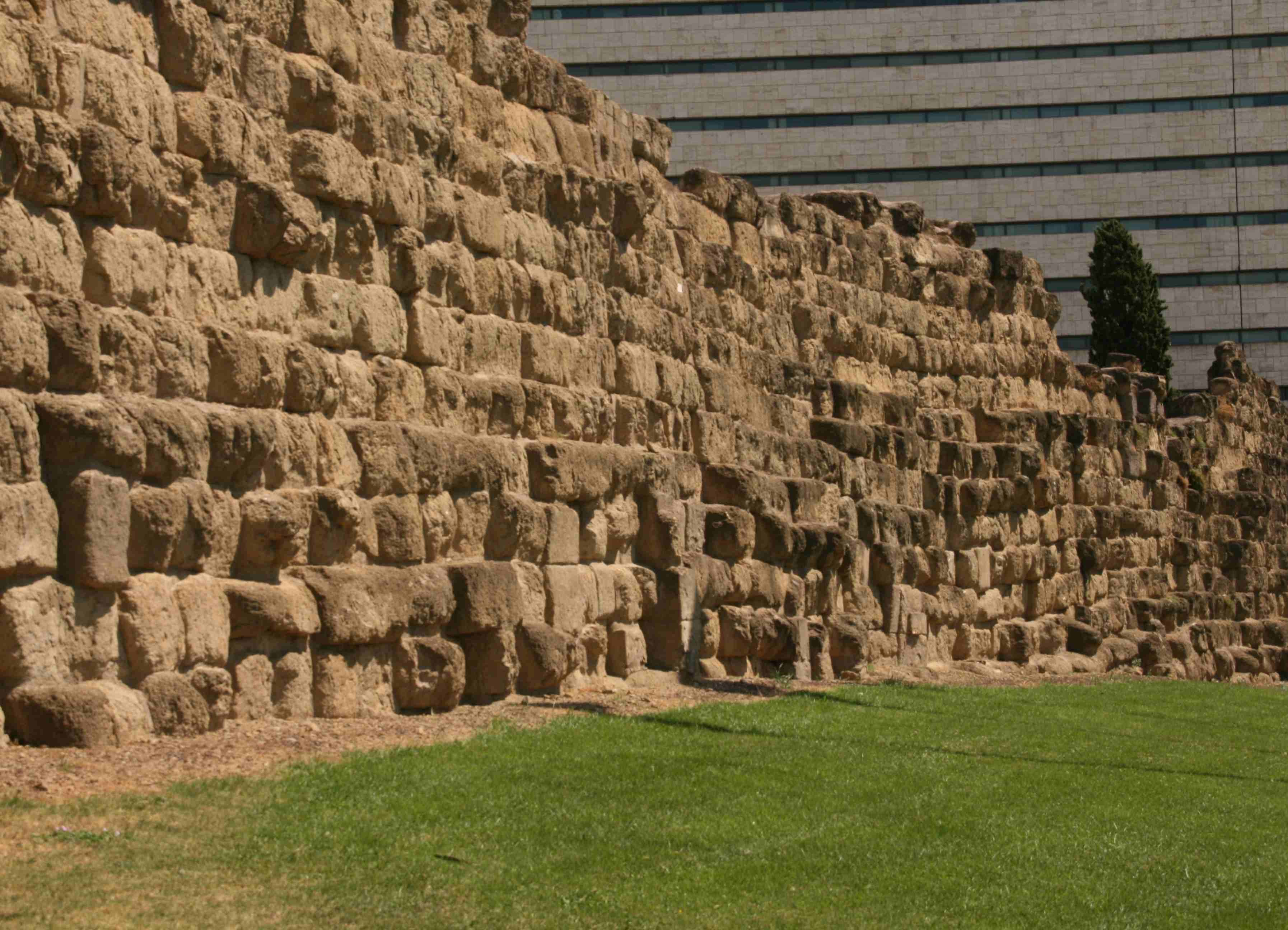
Muur van Servius Tullius in opus quadratum.

Opus quadratum "vierkantwerk" is een Romeinse muurbouwtechniek, waarbij natuurstenen blokken van gelijke afmetingen werden gebruikt.

## Beschrijving
De grote vierkante of rechthoekige blokken natuursteen werden in halfsteensverband gelegd. De stenen werd meestal zonder mortel gelegd, soms werden ze vastgezet met metalen doken of ankers. Hierbij werd een zogenaamde dookgat in de steen geboord, waarna het anker met gesmolten lood werd vastgezet.
De techniek leek uiterlijk veel op opus isodomum en gebruikte dezelfde bouwtechnieken, maar was niet helemaal hetzelfde. Bij opus quadratum werden gewone stenen gebruikt in plaats van de mooier afgewerkte kubieke stenen en waren de stenen allemaal van dezelfde lengte, wat bij opus isodomum meestal niet zo was. Verder werd opus quadratum in tegenstelling tot opus isodomum ook gebruikt als afdekking van het Romeins betonwerk ofwel opus caementium.

## Geschiedenis
De muurbouwtechniek werd reeds in de 6e eeuw v.Chr. toegepast door de Etrusken en de Griekse kolonisten in Italië. De Romeinen namen de techniek over en gebruikten het in de 4e eeuw v.Chr. bij de bouw van de Muur van Servius Tullius.